# Nowiny (Silésie)
Pour les articles homonymes, voir Nowiny.
Nowiny est une localité polonaise de la gmina de Wręczyca Wielka, située dans le powiat de Kłobuck en voïvodie de Silésie.